# Битка при Гуиса
Битката при Гуиса се провежда на 28 и 29 ноември 1897 г. в провинция Ориенте на Куба по време на Кубинската война за независимост.

## Превземане и изгаряне
В последните дни на ноември 1897 г. силите, командвани от генерал-лейтенант Каликсто Гарсия, обсаждат Гуиса, който е важен за испанците. Въпреки това е почти необитаем, тъй като повечето от жителите му бягат в близките джунгли. След два дни кървава битка, кубинците успяват да накарат испанските сили да се предадат, след което опожаряват Гуиса по пряка заповед на Гарсия, но не и преди да конфискуват важни складове с оръжия и боеприпаси, както и храна и лекарства. След опожаряването испанските затворници са освободени. За своята служба и командване в битката Гарсия е повишен в генерал-лейтенант.

## Последица
Превземането на Гуиса представлява много важна военна победа за Кубинската освободителна армия, както и деморализиращо поражение за испанската армия. Това представлява едно от последните испански военни поражения, преди освобождаването на Вейлер от поста глава на Куба и обнародването през ноември същата година на Автономната харта, която се опитва да успокои вълненията за независимост чрез предоставяне на автономия, нещо, което не проработва. Испания губи Куба, Пуерто Рико, Филипините и Гуам през 1898 г. от Съединените щати.